# La Sonrisa
La Sonrisa est une banlieue de l'Uruguay située dans le département de Maldonado. Sa population est de 968 habitants.
Elle est une partie de la ville de Maldonado.

## Population
| Année | Population |
| ----- | ---------- |
| 1963  | –          |
| 1975  | –          |
| 1985  | –          |
| 1996  | 228        |
| 2004  | 968        |

,